# Vyvolený (Thomas Mann)
Vyvolený (1951, Der Erwählte) je román německého spisovatele Thomase Manna, nositele Nobelovy ceny za literaturu za rok 1929.

## Děj a charakteristika
Tato moderní románová parafráze středověkého příběhu o životě papeže Řehoře je posledním autorovým dokončeným dílem. Thomas Mann v něm zpracoval námět z eposu německého dvorského básníka Hartmanna von Aue (kolem 1160 – kolem 1210) Řehoř na skále (asi 1189, Greogorius auf dem Steine) o životě papeže Řehoře, který se narodil jako důsledek poklesku bratra a sestry a který jako dospělý, aniž to tušil, zhřešil stejně se svou matkou (tato postava se však nedá ztotožnit s žádným z historických papežů, z dnešního hlediska jde o fiktivní postavu). Po víc než sedmnáctiletém pokání na osamělé strmé skále uprostřed jezera je pak Řehoř navzdory svému provinění povolán na papežský stolec.
Román je překrásnou parabolou o tom, jak se i člověk, provinivší se proti stávajícím morálním zákonům natolik, že se ocitne na prahu vyvržení, může nakonec vrátit do lůna lidské společnosti, pokud dokáže ze všech sil této společnosti sloužit, protože „ne v poklesku, jakkoliv děsivém, nýbrž v tvořivé práci pro blaho všech se zrcadlí člověk.“

## Česká vydání
- Vyvolený, Odeon, Praha 1974, přeložila Jitka Fučíková